# Fit's
Fit's（フィッツ）は、ロッテより発売されているチューインガムである。2009年3月発売開始。

## 概要
普通のガムよりも柔らかく、薄めの箱に12枚のガムが入っている。埼玉県狭山市にある狭山工場で製造されている。
2010年5月4日、キャドバリー社製「ストライド」に対抗した「Fit's LINK」を発売。これにより通常のFit'sのミント味は廃止された。
2011年7月19日、別フレーバーチップを混ぜ込んで二つの味が楽しめるようにした「Fit's MAGIQ」を発売。
2012年2月21日、Fit'sシリーズ3種類（ミックスベリー、シトラスミックス、グレープミックス）のパッケージ・配合をリニューアルして発売。Fit's LINKシリーズ2種類（オリジナルミント、ノーリミットミント）、Fit's MAGIQシリーズ1種類（パインチップ＆マスカット）のパッケージもリニューアルし、発売。

## フレーバー

### 現在
3ブランド併せて7種類が販売。
Fit's
- シトラスミックス - オレンジ色のパッケージ。発売当初から。2011年、エリスリトールが新たに添加された。
- ミックスベリー - 赤色のパッケージ。発売当初から。
- グレープミックス - 紫色のパッケージ。

Fit's LINK
- オリジナルミント - 黒×緑のパッケージ。
- ノーリミットミント - 黒×青のパッケージ。

Fit's MAGIQ
- パインチップ＆マスカット - 緑×黄色のパッケージ。
- MIX 7 - 黒×レインボーのパッケージ。ソーダガムに７種のフレーバーチップが配合されている。

### 過去
Fit's
- ペパーミント - 緑色のパッケージ。発売当初からあった。
- エアミント - 青色のパッケージ。
- ピーチミックス - 桃色のパッケージ。
- ソーダ＆ミント - 水色のパッケージ。
- メロン＆バニラミント - 緑×白色のパッケージ。

Fit's MAGIQ
- カシスチップ＆グレープフルーツ - 黄色×ピンクのパッケージ。
- ライムチップ＆アップル→ミント - 赤×青のパッケージ。
- スライム味 - ドラクエⅩの発売にあわせコラボレーション。スライムのメインカラーの青を基調としたパッケージ。スっぱいライム味。

## テレビCM
柔らかさを表現したふにゃふにゃした動きのダンスが特徴。CMソングは、1963年（昭和38年）のテレビアニメ『狼少年ケン』のオープニング主題歌中で「ボバンボバンボン」と歌うフレーズを替え歌にしたもの。歌っているのはシンガーソングライターのたむらぱん。ダンスの振り付けはパパイヤ鈴木が担当した。なおこの曲は2014年10月よりロッテ狭山工場に近い西武新宿線・新狭山駅の発車メロディとして使用されている。
Fit's
- 2009年6月 - 
  - ショッピング篇（15秒）
  - 犬の散歩篇（15秒）
  - 噛むとフニャン篇（30秒） - 上記2つを繋げたもの（ショッピング → 犬の散歩の順に流れる）
- 2009年9月 - 
  - 秋田篇（15秒）
  - 奈良篇（15秒）
  - 秋田と奈良編（30秒） - 上記2つを繋げたもの（秋田 → 奈良の順に流れる）
- 2010年2月 - 
  - 美術館篇（15秒）
- 2010年6月 - 
  - 植物園篇（15秒）
- 2011年6月 - 
  - 水族館篇（15秒）
  - 鑑賞篇（15秒）
- 2012年2月 - 
  - 変わった編（15秒）
- 2012年6月 - 
  - 道路工事編（15秒）
- 2013年2月 - 
  - うしろまえ編（15秒）
- 2013年12月 - 
  - 裏切り果実編（15秒）
- 2014年2月 - 
  - ファッション編（15秒）
  - ブティック編（15秒）
- 2020年12月 -
  - ボールプール編（15秒）（30秒）

Fit's LINK
- 2010年5月 - 
  - デビル篇（15秒）
- 2010年7月 - 
  - 電車篇（15秒） - 舞台は東急東横線と横浜中華街[3]。
- 2011年5月 - 
  - 小旅行篇（15秒） - 舞台は東京タワーから都営地下鉄浅草線、東武伊勢崎線を通じて東京スカイツリーまで。CMソングの一部が「線路は続くよどこまでも」の替え歌に差し替わる。
- 2011年9月 - 
  - 小旅行50分編（15秒）
- 2012年8月 - 
  - 大阪京都編（15秒） - 舞台は大阪城から京阪本線天満橋駅から祇園四条駅を通じて祇園白川までであり、上記の通りCMソングの一部が「線路は続くよどこまでも」の替え歌に差し替わる。
- 2014年3月 - 
  - ゴキゲン出勤編（15秒）

Fit's MAGIQ
- 2011年7月 - 
  - 通学路編（15秒）

## 備考
2009年7月18日 - 8月31日に開催された「お台場合衆国」の会場フジテレビで、Fit'sダンスを行っていた。